# 奧格斯堡和約

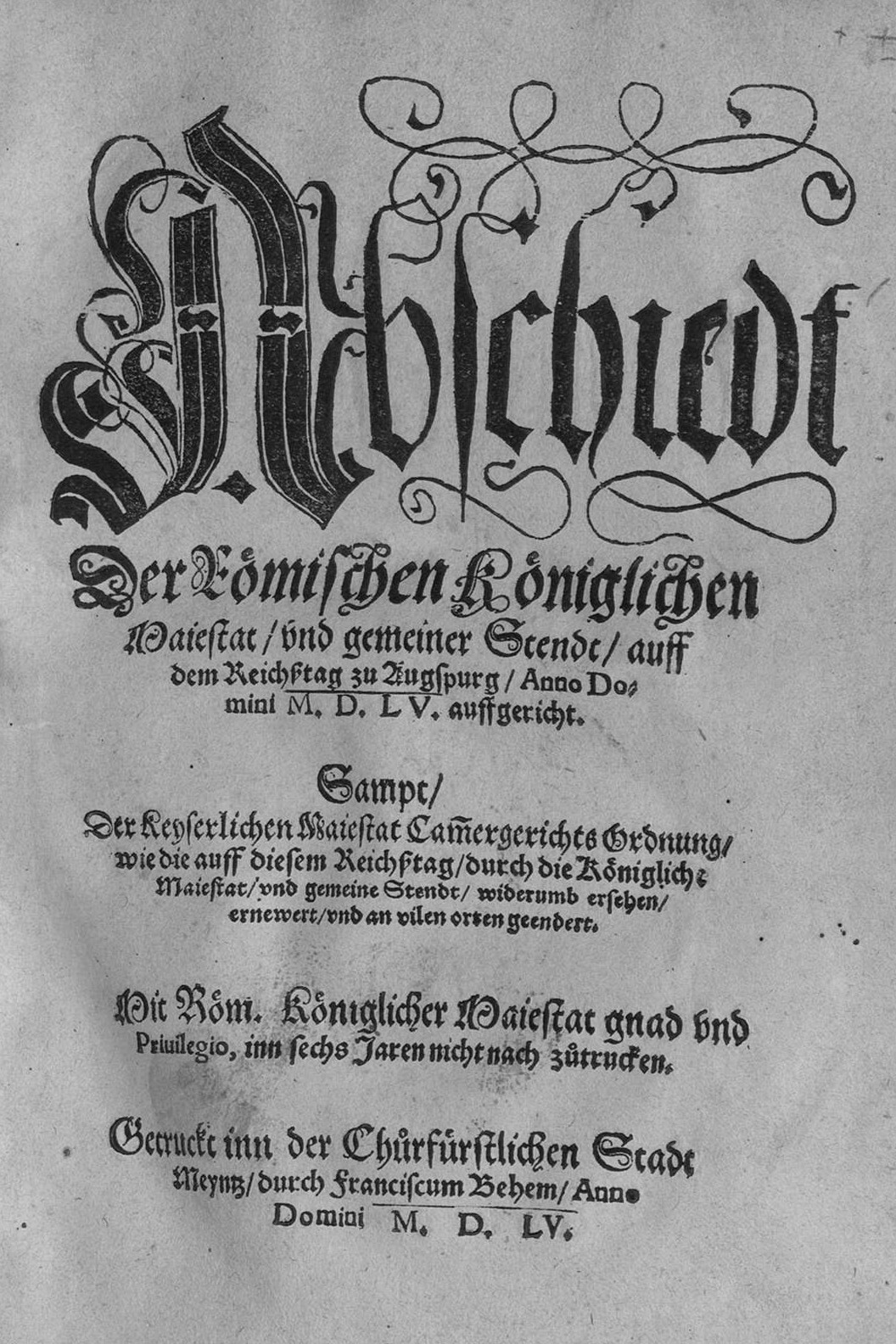
奧格斯堡和約的頁面

《奧格斯堡和約》，全稱《奧格斯堡國家及宗教和約》（德語：Augsburger Reichs- und Religionsfrieden，又譯奧古斯堡和約），是由神聖羅馬帝國皇帝查理五世與德意志新教諸侯在奧格斯堡帝國會議簽訂的和約，於1555年9月25日簽訂。該和約提出“教隨君定”（或譯「教隨國立」）原則，在德意志224個諸侯國裏，該諸侯國的君王信仰甚麼教派，臣民就必須追隨君王的信仰。此原則使內戰（施馬爾卡爾登戰爭）暫停。此和約亦是第一次根據法律正式允許新教信義宗和天主教兩派共存於德意志。

## 沿革
自馬丁·路德在16世紀推動德意志宗教改革乃至全歐洲的宗教改革，創立了新教信義宗，一些德意志王公支持天主教，一些王公則支持新教信義宗。1526年，德意志萨克森、黑森和支持路德宗的王公和城市行政長官組成托爾高聯盟（Torgauer Bund）。
有鑒於矛盾加劇，議會在1526年作出公告：「在即將召開的大公會議，解決彼此的爭端以前，各個王公在其所轄的地區，可以自由選擇他所願意的教派」，以圖避免引起內戰。神聖羅馬帝國皇帝查理五世為令天主教和新教雙方協議，於是在1530年在奧格斯堡召開會議，可惜無果。無論是在王公與王公間、王公與皇帝、皇帝與教宗間，都出現了複雜而激烈的矛盾。
支持新教與支持天主教的王公相互對立，在長期鬥爭期間曾幾度兵戎相見。德意志支持新教的王公在1531年組成了施馬爾卡爾登聯盟，反對皇帝和天主教王公。但其後在1547年，施马尔卡尔登联盟被查理五世所瓦解。1550年，查理五世頒布《血腥詔令》嚴禁任何人刊印、抄寫、持有、保藏、出售、購買、散發所謂異端創始人、偽傳教師的文集，更對再洗禮派進行鎮壓。這擴張世俗皇權的詔令，反而引起教宗和天主教王公們的不安，故天主教王公們組成了反皇帝同盟；而在北方的信義宗王公們也積極備戰，藉此反對皇帝干涉宗教信仰。結果查理五世戰敗，在1555年由其弟斐迪南代表皇帝被迫簽訂《奧格斯堡和約》。1648年10月24日簽訂的《威斯特伐利亚和約》重申，1555年的《奧格斯堡和約》繼續有效。

## 主要內容
- 神聖羅馬帝國內兩百多個世俗王公，自行決定各自領土的法定官方宗教，即“教隨君定”。
  - “教隨君定”又稱“教隨國立”（Cuius regio, eius religio）原则，指定了一个邦的官方信仰：一個世俗國家中，君王所信的教派，就成为該国所有居民的信仰。那些牴觸君王宗教信仰的居民可以賣掉自己的產業，移民出境。另外天主教会屬地有特殊地位，称为“教会保留（英语：Reservatum ecclesiasticum）”原则：在教会领土内，如果教长改变其宗教信仰，百姓們则不必跟進，反而是这位教长辞职。

- 一些天主教的王公主教轄區中信義宗教徒可保留信仰。
  - 此即斐迪南宣言（英语：Declaratio Ferdinandei），免除了贵族和部分城市的宗教一致性要求：如果自1520年代中期該地區便開始德意志宗教改革，則允许保留部分可供天主教徒和信義宗信徒混居的城市和市镇。它还保护了王族、贵族和部分城市的权威，以确定他們領土上的宗教一致性。

此外，1552年以前由信義宗諸侯沒收的天主教會財產不予返還。

## 影響
《奧格斯堡和約》的簽訂為國內帶來短暫的和平，卻提昇了新教的勢力，相對削弱了皇帝的權力。和約所提出的“教隨君定”（或譯「教隨國立」）原則，即由諸侯國的君王來決定臣民的宗教信仰，不接受者可出賣產業後，移民出境，這雖並沒有真正保障宗教自由，卻確認王公們有宗教自由。和約是首次根據法律正式承認新教信義宗在國內的地位，使其勢力得到發展。同樣因只承認信義宗的地位，忽視其他例如歸正宗等教派的應有權益，這為日後的紛爭埋下導火線。由此可見，《奧格斯堡和約》影響了神聖羅馬帝國及後的政治和宗教發展，也成了引發三十年戰爭各種爭端的根源。
《奧格斯堡和約》聯同在1648年簽訂的《威斯特伐利亚和約》基本上形成了新教在西歐各國分布的格局。另外在1530年在奧格斯堡召開會議時，路德宗提出的《奧格斯堡信綱》成為了該教派的的基本信仰綱要。